# Jimmy Neutron, un garçon génial : L'Attaque des Twonkies
Jimmy Neutron, un garçon génial : L'Attaque des Twonkies (The Adventures of Jimmy Neutron Boy Genius: Attack of the Twonkies) est un jeu vidéo adapté de la série animée Jimmy Neutron.
Il a été développé et édité par THQ. Il est sorti aux États-Unis le 13 septembre 2004 sur GameCube, PlayStation 2 et Game Boy Advance et en France en 2005,,.